# Zekri
 (mars 2011).
Si vous disposez d'ouvrages ou d'articles de référence ou si vous connaissez des sites web de qualité traitant du thème abordé ici, merci de compléter l'article en donnant les références utiles à sa vérifiabilité et en les liant à la section « Notes et références ».
Zekri (en berbère : Zekri, ⵣⴻⴽⵔⵉ) est une commune de la wilaya de Tizi Ouzou, région de Kabylie en Algérie. Située à 75 km à l'est de Tizi Ouzou et à 65 km de Béjaïa.

## Géographie

### Localisation
La commune de Zekri est située au nord-est de la wilaya de Tizi Ouzou : 
| Aït Chafâa | Aït Chafâa, Beni Ksila (wilaya de Béjaïa) | Beni Ksila (wilaya de Béjaïa) |
| Aït Chafâa | Zekri                                     | Beni Ksila (wilaya de Béjaïa) |
| Yakouren   | Adekar (wilaya de Béjaïa)                 | Adekar (wilaya de Béjaïa)     |

### Localités de la commune
Lors du découpage administratif de 1957, la commune de Zekri est composée de trente villages sont les suivants:
- Agouni-Aissa
- Aguemoun
- Ainsis
- Alma-Tegma
- Aloun
- Amalou
- Ath Tahar
- Ayadi
- Azra
- Bounaaman
- Boussaada
- Chfar
- Ighil-Makhlef
- Ikharvane
- Bougherrech
- Lhed-Zekri-Centre
- Magoura
- Taaroust
- Tabarourt
- Tabouda
- Tala-Ouidaden
- Tala-Maala
- Tizeghwine
- Talbent
- Taourirt
- Targa-Hiyoun
- Timizart-Hand
- Tighzert

## Histoire
Lors de la conquête et de la colonisation française, Zekri faisait partie de la commune-mixte d'Azeffoun. La commune actuelle de Zekri, autrefois appelée Taharoust, a été fondée en 1947 {voir décret du 26/07/1946}.
La commune de Zekri occupe la majorité du territoire historique de la tribu des Ait Oumalek venus à l'origine de Tifrit n'Aït oumalek et une partie du territoire de la tribu des Aït Hsaïn arrivés des hauts-plateaux du centre de l'Algérie.

## Population
La commune de Zekri comptait 3 283 habitants lors du recensement de 2008, répartis sur une superficie de 89,00 km². Cela représentait une densité de population de 36,89 habitants par km² en 2008.
Entre 1998 et 2008, Zekri a connu une diminution annuelle de sa population de 1,1 %. Ce déclin est en grande partie dû à une forte émigration, notamment vers de grandes villes comme Alger, et  vers la France.

## Économie
L'économie de la commune repose principalement sur l'agriculture, qui en constitue l'activité dominante.
En plus de l'agriculture, l'économie locale est dynamisée par l'activité de petits commerçants et d'artisans, contribuant à la vie économique quotidienne de la commune. Le secteur de l'élevage est également présent, complétant les activités agricoles.
Un élément notable de l'économie est la production d'huile d'olive, un produit phare de la région. Enfin, les services de transport jouent un rôle essentiel en facilitant les échanges et les déplacements au sein et en dehors de la commune.
Family tree : see https://www.facebook.com/yasmine.zekri.161/
https://www.facebook.com/garbajimen